# 國分信宏

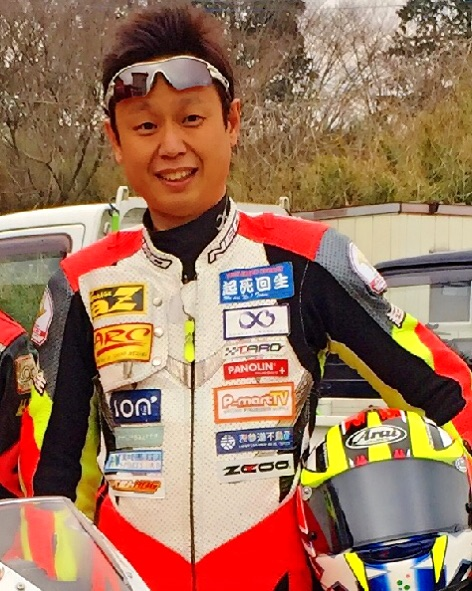

國分 信宏（こくぶ のぶひろ、1969年3月18日 - ）は、東京都品川区出身のモーターサイクル・ロードレースライダー。

## 略歴
- 東京都出身。国分グループ本社株式会社（旧・国分株式会社）創業家分家、國分道夫と柿原苑子との間に二人兄弟の次男として生まれる。
- 慶應義塾幼稚舎、慶應義塾中等部を卒業後、正則高等学校へと進学、写真に興味を持ち東京ビジュアルアーツ・アカデミー（旧・東京写真専門学校）へと進み、カメラ雑誌のコーナー連載や新聞・週刊誌のフリーカメラマンとして活動していたが、通学中にオートバイの楽しさを知り、走り屋の世界へと引き込まれる。
- 1980年代～1990年代、オートバイ雑誌「バリバリマシン」の紙面を賑わかすカリスマ走り屋[1]として登場。
- 1991年、雑誌企画で「初代ウィリーキング」[2]を獲得。
- その後、自身で設立したチーム「Team起死回生（1988年-）」を全国に展開、ミニバイクから選手権まで、ロードレースに参戦。
- 1993年、サーキットで全国の走り屋から最速を決めるレース、BBM杯GP選手権[3]で優勝。
- 当時、激戦であったプロダクションレースのSP250クラスでは、SSフクシマやJhaレーシングという名門チームのサポートを受けながら参戦。[4]
- 一時はオートバイから離れていたが、2013年よりレース復帰。
- 2014年6月29日に筑波サーキットで行われた耐久レースで総合優勝[5]し、表彰台の上でサプライズプロポーズを行い話題となった。
- 復帰後もオートバイ雑誌やテレビ[6]、ラジオ[7]等に露出。誌面では「伝説の走り屋が復活」[8]等として記事に取り上げられている他、モーターサイクルショーやイベントでのトークショー、走行会のインストラクターや商品開発テスト等、幅広く活動している。

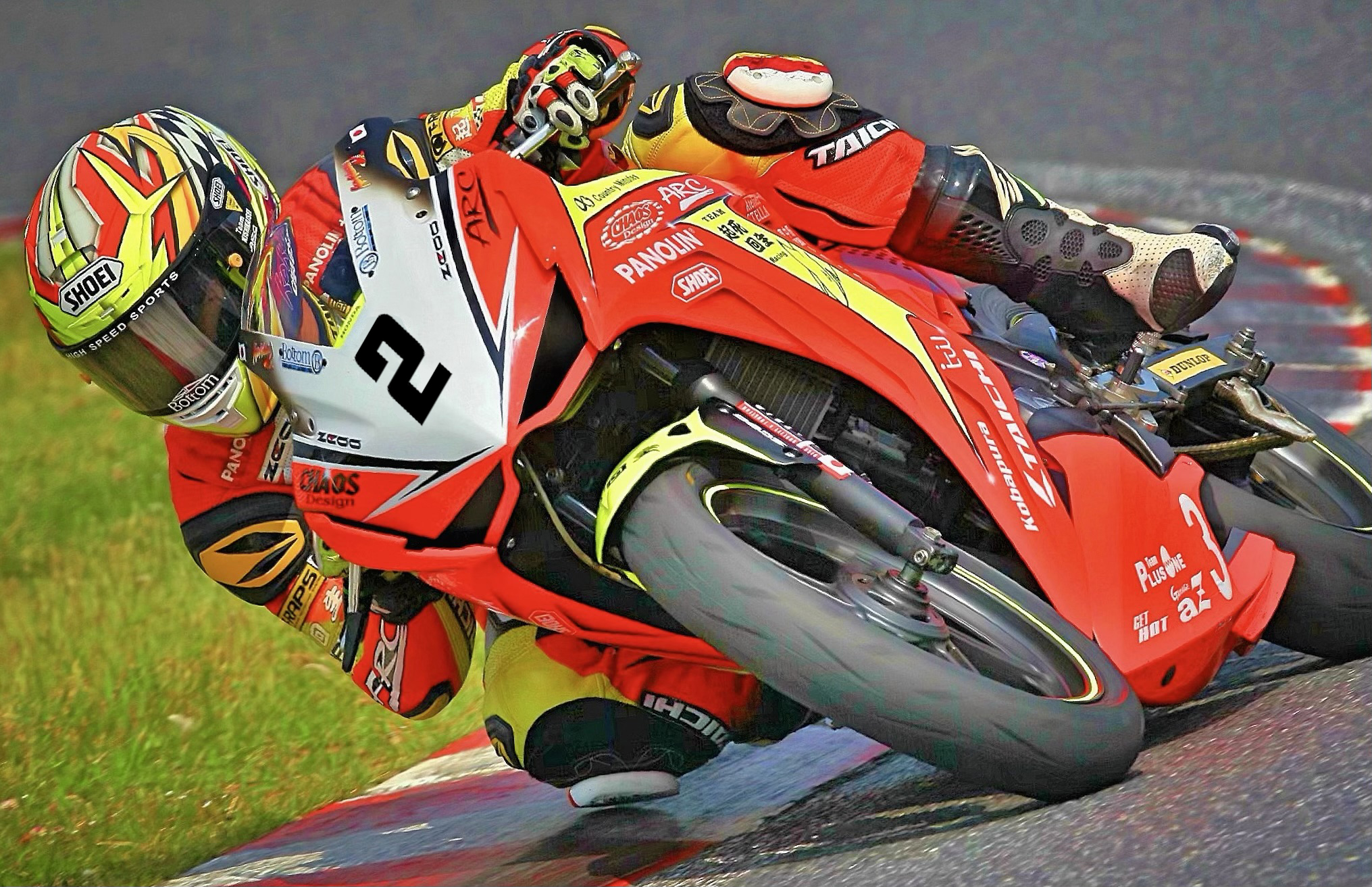
2019年 復帰参戦したCBR250R DREAM CUPにて

## 参考資料
- バリバリマシン Spirit Vol.1・2020年9月号 「俺たちのハングオン セピア １等賞」
- バリバリマシン Legend Vol.3・2018年6月号 36-39頁「我ら!!走り屋応援団」
- モトチャンプ・2016年6月号 108-109頁「LEGEND CROSSTALK・蘇る伝説」
- モトチャンプ・2016年5月号 106-107頁「LEGEND CROSSTALK・走り屋のカリスマ降臨！」
- 日本テレビ・2015年10月28日「なら婚」
- FM熊谷ヤバイラジオ・2013年11月「MCマーブルディックの居酒屋マーブル」
- BBM・2000年12月号「ウィリーJunkies vol.3」
- BBM・2000年11月号「ウィリーJunkies vol.2」
- BBM・2000年10月号「ウィリーJunkies vol.1」
- バリバリマシン・1998年4月号「英雄伝説」
- 週刊プレイボーイ・1994年9月6日号 No.36
- バリバリマシン・1994年1月号「BBM杯GP選手権優勝・表紙」
- バリバリマシン・1993年11月号「走り屋コラム」
- モトチャンプ・1993年8月号「レーシングフィールドにて」
- バリバリマシン・1992年10月号「京都遠征レポート」
- バリバリマシン・1991年12月号「ライダーを追え！」
- BBM・1991年4月号「ウィリーキング決定戦・KING獲得」
- バリバリマシンR・1990年2月増刊号「走り屋HISTORY」
- バリバリマシン・1990年2月号「江戸の走り屋」